# Glasbenik
Glásbenik ali múzik je umetnik, ki ustvarja ali poustvarja (izvaja) glasbo. Glede na način dela je lahko:
- pevec
- instrumentalist
- skladatelj
- dirigent
- pedagog
- aranžer
- glasbeni producent
- zvokovni mojster